# Milwaukee School of Engineering

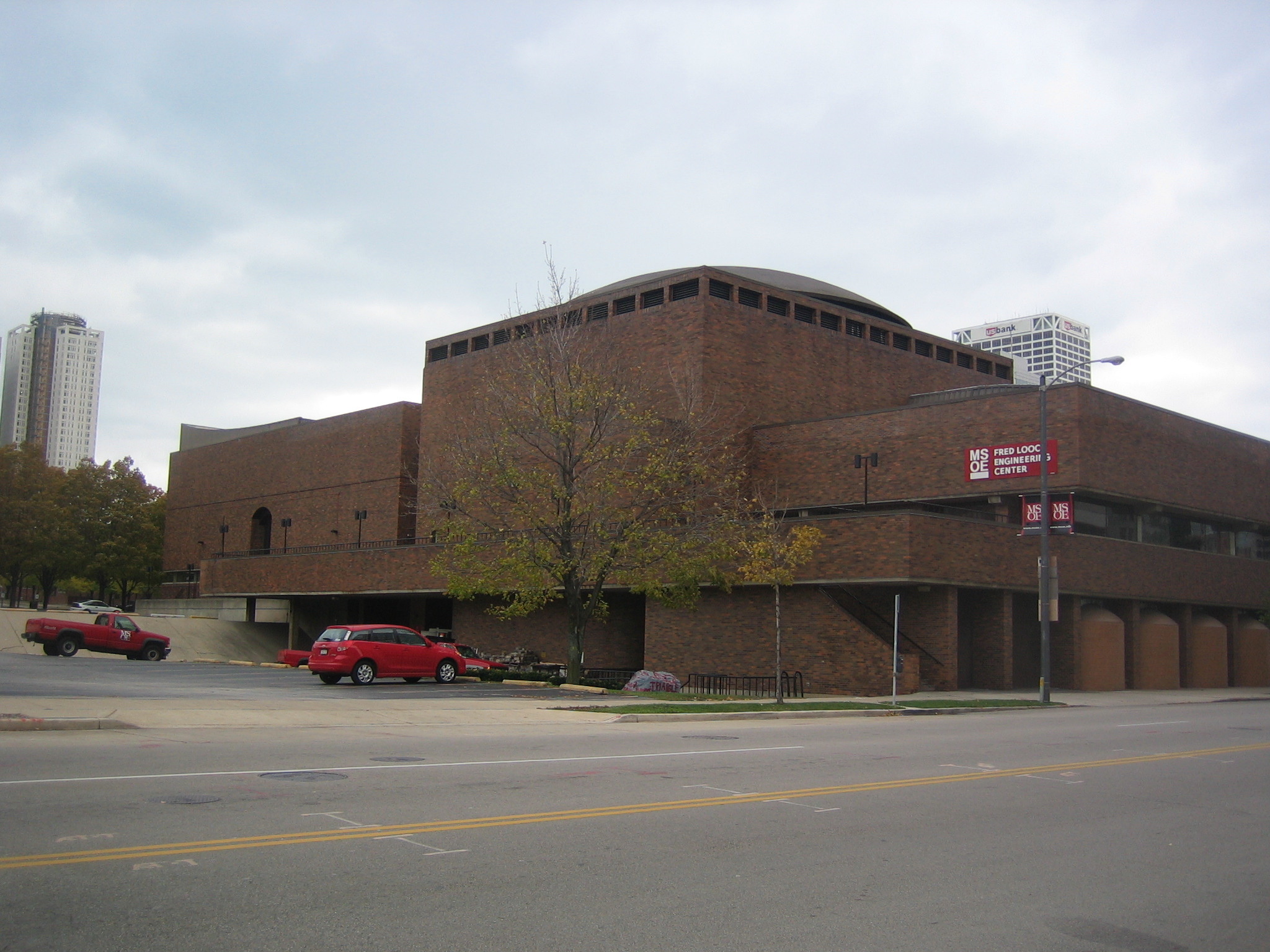
Milwaukee School of Engineering

Die Milwaukee School of Engineering (MSOE) ist eine Privatuniversität im Stadtkern von Milwaukee, Wisconsin, USA. Sie wurde 1903 gegründet.
Es bestehen Austauschprogramme mit der Technischen Hochschule Lübeck, der Katholischen Universität Lille, der Victoria University of Wellington und der Tschechischen Technischen Universität Prag.

## Zahlen zu den Studierenden und den Dozenten
Im Herbst 2020 waren 2673 Studierende an der MSOE eingeschrieben. Davon strebten 2510 (93,9 %) ihren ersten Studienabschluss an, sie waren also undergraduates. Von diesen waren 28 % weiblich und 72 % männlich; 9 % bezeichneten sich als asiatisch, 2 % als schwarz/afroamerikanisch, 8 % als Hispanic/Latino und 72 % als weiß. 163 (6,1 %) arbeiteten auf einen weiteren Abschluss hin, sie waren graduates. Es lehrten 251 Dozenten an der MSOE, davon 160 in Vollzeit und 91 in Teilzeit.
2006 waren 2315 Studierende an der MSOE eingeschrieben.